# Bækmarksbro
Bækmarksbro is een plaats in de Deense regio Midden-Jutland, gemeente Lemvig, en telt 569 inwoners (2008).